# Maršal
Maršal é um filme de drama croata de 1999 dirigido e escrito por Vinko Brešan. Foi selecionado como representante da Croácia à edição do Oscar 2000, organizada pela Academia de Artes e Ciências Cinematográficas.

## Elenco
- Dražen Kühn - Stipan
- Linda Begonja - Slavica
- Ilija Ivezić - Marinko Cicin
- Ivo Gregurević - Luka
- Boris Buzančić - Jakov
- Ljubo Kapor - Bura
- Inge Appelt - Mare
- Bojan Navojec - Miuko
- Predrag Vušović - Toni